# Gubbio
Gubbio – miasto i gmina we Włoszech, w regionie Umbria, w prowincji Perugia, powstałe w miejscu starorzymskiego miasta Iguvium.
Według danych na rok 2004 gminę zamieszkiwały 30 453 osoby, 58 os./km².

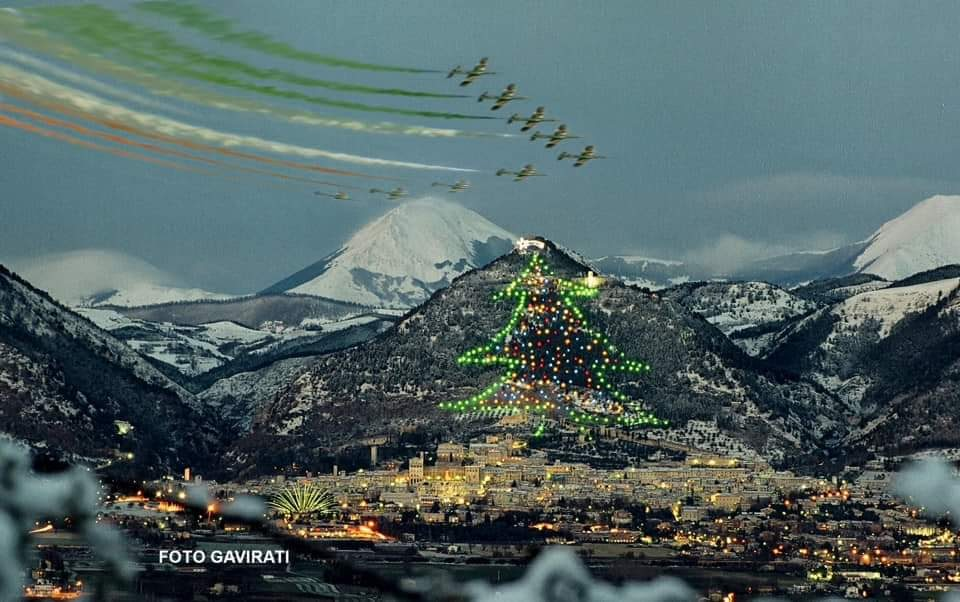

Na początku grudnia jak co roku na zboczu góry w miasteczku w 2023 roku już po raz 43, została zainstalowana świetlna choinka, która ma 750 metrów wysokości i jest uważana za jedno z najpiękniejszych w kraju. Przed Bożym Narodzeniem przybywają tam tysiące osób, by zobaczyć choinkę, zapalaną codziennie o zmierzchu. Mieszkańcy miejscowości szczycą się tym, że jest to największe na świecie bożonarodzeniowe drzewko. Choinka jest utworzona z 700 zestawów kolorowych lamp, gdzie zajmuje powierzchnię 130 tysięcy metrów kwadratowych na zboczu góry Ingino. Jej podstawa ma 450 metrów długości i znajduje się w miejscu, gdzie stoją średniowieczne mury. Gwiazda betlejemska o powierzchni tysiąca metrów kwadratowych umieszczona jest na szczycie góry, powyżej bazyliki świętego Ubaldo, patrona miejscowości. Prace te trwają jak co roku prawie trzy miesiące, a uczestniczy w nich kilkudziesięciu ochotników; w przypadku wielu rodzin zajęcie to przechodzi z pokolenia na pokolenie. W 1991 roku choinka z Gubbio została wpisana jako największa do Księgi Rekordów Guinnessa.

## Związek z postacią Świętego Franciszka
Miasto znane jest z jednej z legend dotyczących świętego Franciszka z Asyżu. Otóż nie znalazłszy dla siebie miejsca w klasztorze w Vallingegno, święty przybył do Gubbio. Na miejscu dowiedział się, że poza miastem żyje okrutny wilk pożerający zwierzęta i ludzi, którzy ośmielają się wkroczyć na jego terytorium. Przerażeni mieszkańcy obawiali się opuszczać miejscowość. Franciszek postanowił rozwiązać problem przez rozmowę z „bratem wilkiem”. Podszedłszy pod legowisko wilka i uczyniwszy znak krzyża wytłumaczył wilkowi, że jego postępowanie jest złe i nie powinien krzywdzić innych. W zamian za zaprzestanie napadania na ludzi obiecał zwierzęciu dożywotnie dokarmianie przez mieszkańców. Wilk zgodził się na taki układ i przez następne dwa lata, do swej śmierci mieszkał w Gubbio, gdzie darzono go wielką sympatią.

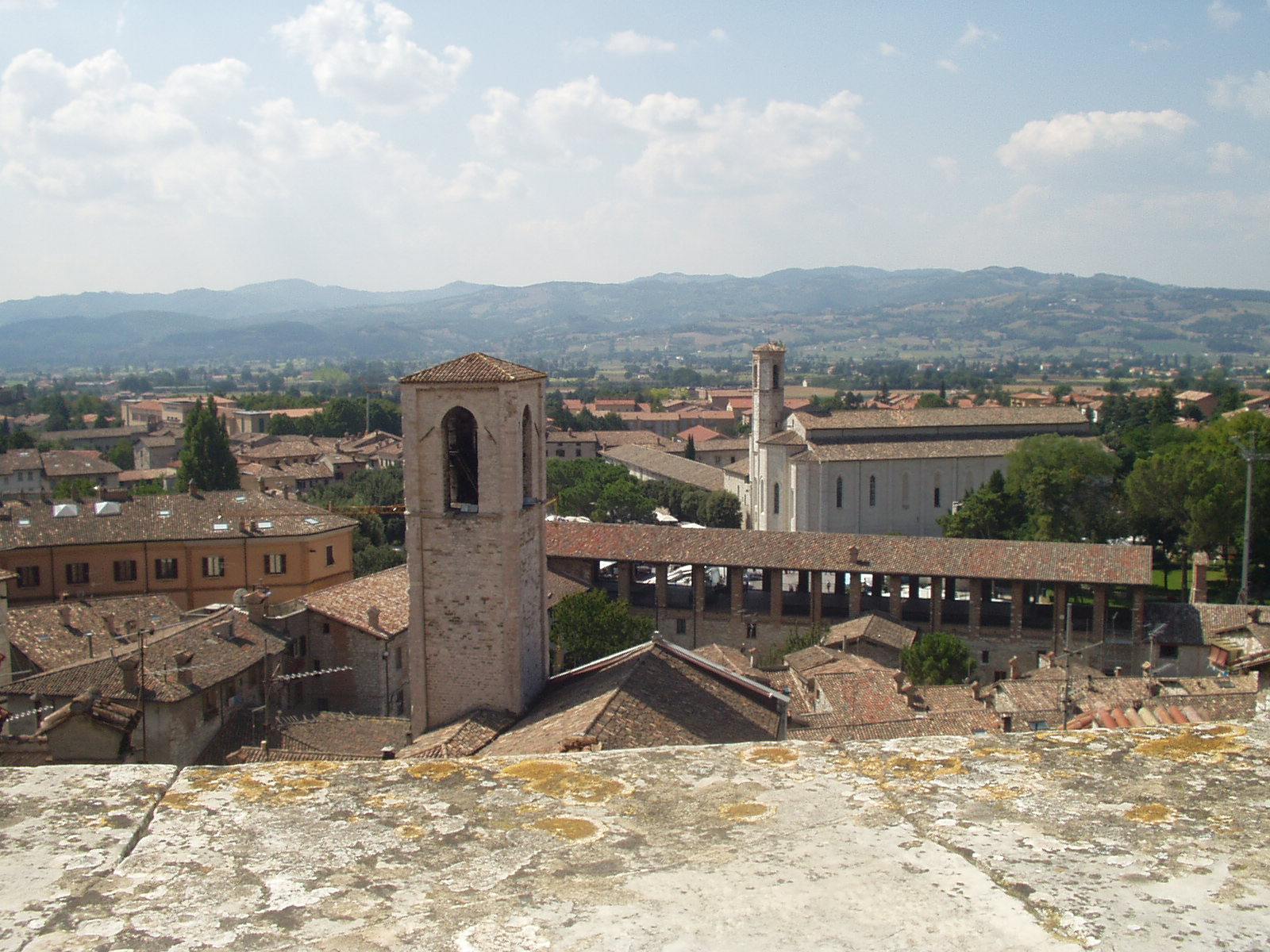
Gubbio

Z Gubbio związany jest także inny święty – patron miasta Ubald z Gubbio.